# Хебенштретия
Хебенштретия (лат. Hebenstretia) — род двудольных цветковых растений, включённый в семейство Норичниковые (Scrophulariaceae).

## Название
Название Hebenstretia было дано роду растений Карлом Линнеем в 1737 году. Оно происходит от фамилии немецкого естествоиспытателя и врача Иоганна Эрнста Хебенштрайта (1703—1757).

## Ботаническое описание
Род объединяет небольшие сильно ветвистые кустарники, реже травянистые растения. Стебли гладкие или бархатистые, прямостоячие или приподнимающиеся. Листья расположены в основном очерёдно, нижние — иногда супротивно, узкие, линейные.
Цветки собраны в густые щитковидные соцветия на концах стеблей. Венчик разделён на четыре доли, белого цвета, у многих видов с оранжевым пятном в месте соединения долей. Тычинки в количестве 4, неравные. Пестик с продолговатой или эллиптической двухгнёздной завязью.
Плод яйцевидной формы, с двумя веретеновидными семенами.

## Ареал
Все виды рода Хебенштретия происходят из Африки. Большая их часть распространена в Южной Африке, лишь один вид заходит на север до Эритреи.

## Таксономия
|  |                                      |  |                                                         |                                                         |                        |  | ещё 22 семейства (согласно Системе APG III) |                    |                    |             |
|  |                                      |  |                                                         |                                                         |                        |  |                                             |                    |                    | 25—40 видов |
|  |                                      |  |                                                         | порядок Ясноткоцветные                                  |                        |  |                                             |                    | род Хебенштретия   |             |
|  |                                      |  |                                                         | порядок Ясноткоцветные                                  |                        |  |                                             |                    | род Хебенштретия   |             |
|  | отдел Цветковые, или Покрытосеменные |  |                                                         |                                                         | семейство Норичниковые |  |                                             |                    |                    |             |
|  | отдел Цветковые, или Покрытосеменные |  |                                                         |                                                         |                        |  |                                             |                    |                    |             |
|  |                                      |  | ещё 58 порядков цветковых растений (по Системе APG III) | ещё 58 порядков цветковых растений (по Системе APG III) |                        |  |                                             | ещё более 85 родов | ещё более 85 родов |             |
|  |                                      |  |                                                         | ещё 58 порядков цветковых растений (по Системе APG III) |                        |  |                                             |                    | ещё более 85 родов |             |

### Синонимы
- Polycenia Choisy, 1823

### Виды
По информации базы данных The Plant List (2013), род включает 23 вида.
- Hebenstretia angolensis Rolfe, 1886
- Hebenstretia comosa Hochst., 1845 — Хебенштретия хохлатая
- Hebenstretia cordata L., 1767
- Hebenstretia dentata L., 1753 — Хебенштретия зубчатая
- Hebenstretia dregei Rolfe, 1901, nom. nov.
- Hebenstretia dura Choisy, 1848
- Hebenstretia fastigiosa Jarosz, 1821
- Hebenstretia glaucescens Schltr., 1899
- Hebenstretia hamulosa E.Mey., 1838
- Hebenstretia integrifolia L., 1753
- Hebenstretia kamiesbergensis Roessler, 1979
- Hebenstretia lanceolata (E.Mey.) Rolfe, 1901
- Hebenstretia minutiflora Rolfe, 1901
- Hebenstretia namaquensis Roessler, 1979
- Hebenstretia neglecta Roessler, 1979
- Hebenstretia oatesii Rolfe, 1889
- Hebenstretia paarlensis Roessler, 1979
- Hebenstretia parviflora E.Mey., 1837
- Hebenstretia ramosissima Jarosz, 1821
- Hebenstretia rehmannii Rolfe, 1901
- Hebenstretia repens Jarosz, 1821
- Hebenstretia robusta E.Mey., 1837
- Hebenstretia sarcocarpa Bolus ex Rolfe, 1901